# 公子胜 (陈国)
公子胜（？—？），媯姓，名胜，中国春秋时期陈国的公子，陈哀公的下妃所生。

## 生平
前534年，公子招、公子过杀太子偃师、陈哀公，立公子留为君。派干征师到楚国告知，公子胜向楚灵王控诉，楚灵王杀死干征师。